# Гірки (Березівський повіт)
Гірки (пол. Górki) — село на Закерзонні (тепер — у гміні Березів Березівського повіту Польщі). Населення — 1550 осіб (2011).

## Історія
Село знаходиться на заході Надсяння, де внаслідок примусового закриття церков у 1593 р. українці зазнали латинізації та полонізації. На 1936 р. рештки українського населення належали до греко-католицької парафії Ялин Сяніцького деканату Апостольської адміністрації Лемківщини.
У 1975-1998 роках село належало до Кросненського воєводства.

## Демографія
Демографічна структура станом на 31 березня 2011 року:
|          | Загалом | Допрацездатний вік | Працездатний вік | Постпрацездатний вік |
| -------- | ------- | ------------------ | ---------------- | -------------------- |
| Чоловіки | 776     | 156                | 545              | 75                   |
| Жінки    | 774     | 169                | 446              | 159                  |
| Разом    | 1550    | 325                | 991              | 234                  |